# Marica Branchesi
Marica Branchesi, född 7 mars 1977 i Urbino i Italien, är en italiensk astronom och astrofysiker.
För sina bidrag till gravitationsvågsforskningen blev Marica Branchesi av den vetenskapliga tidskriften Nature utsedd till en av de tio personer som betydde mest för vetenskapen under 2017.
Ursprungligen astronom blev Branchesi medlem av Virgo-projektet 2009. Hennes roll har framför allt varit att underlätta samarbetet mellan fysikerna, som arbetar med gravitationsvågsdetektorerna, och astronomerna som arbetar med andra former av astronomi. Hon uppmuntrade fysikerna att skicka ut notifieringar om detekterade händelser, även om man inte var helt säker på att de var äkta, och övertygade astronomerna om att de var värda att ta på allvar. Betydelsen av samarbetet blev tydlig när man den 17 augusti 2017 kunde detektera en sammanslagning av två neutronstjärnor både som gravitationsvågor och som olika former av elektromagnetisk strålning, se GW170817. Upptäckten publicerades i dussintals vetenskapliga artiklar den 16 oktober 2017 och sammanfattades i en artikel med över 3 500 författare. Branchesis insats beskrivs som att hon såg till att alla viktiga resultat blev representerade på ett rättvist sätt.